# Cyclone (1925)
«Цикло́н» (англ. FR Cyclone) — військовий корабель, ескадрений міноносець типу «Бурраск», що перебував у складі Військово-морського флоту Франції у передвоєнний час та за часи Другої світової війни.
«Циклон» був закладений 29 вересня 1923 року на верфі компанії Société Nouvelle des Forges et Chantiers de la Méditerranée у Гаврі. 24 січня 1925 року він спущений на воду, а 25 червня 1928 року увійшов до складу ВМС Франції.

## Історія служби
Перші роки своєї служби «Циклон» провів у складі Середземноморської ескадри, яка базувалася в Тулоні, Франція. Під час святкування 100-річчя першої французької висадки в Алжирі 13 червня 1830 року він взяв участь у великій військово-морській виставці біля Алжиру, Французький Алжир, 10 травня 1930 року. У березні 1932 року він був серед кораблів, що представляли французький флот на Fête vénitienne («Венеціанське свято») у Каннах. Після участі в об'єднаних маневрах 1935 року Брестської та Тулонської ескадр, він був серед кораблів, залучених 27 червня 1935 року до великого військово-морського огляду для французького міністра військово-морського флоту Франсуа П'єтрі у французькій бухті Дуарнене.
5 липня 1935 року «Циклон» перевели до 2-ї ескадри, що базувалася в Бресті, для служби в Атлантиці.
У вересні 1939 року, після вступу Франції у Другу світову війни, «Циклон» включили до складу сил із супроводження конвоїв союзників. 17 жовтня 1939 року він та один із однотипних есмінців, «Містраль», прямували, щоб підсилити ескорт конвою, коли його екіпаж подумав, що побачив бойову рубку ворожого підводного човна. «Циклон» скинув глибинні бомби, але не помітив ознак того, що вони пошкодили або потопили підводний човен. Інші конвої, які корабель супроводжував, включали конвой FS 1, який вирушив з Бреста 16 квітня 1940 року і прибув до Грінока, Шотландія, 19 квітня, і конвой FP 4, який вирушив з Бреста 26 квітня 1940 року та прибув у Грінок 29 квітня.
Битва за Францію почалася 10 травня 1940 року німецьким вторгненням у Францію, Бельгію, Нідерланди та Люксембург. «Циклон» був одним із французьких есмінців і міноносців, які брали активну участь у французьких операціях у Нідерландах, супроводжуючи кораблі, що транспортували війська французької армії до Валхерена, а потім брав участь у вогневій підтримці військ на березі до евакуації союзників у Вліссінгені 18 травня 1940 року. З 22 по 24 травня 1940 року він брав участь в обороні Булоні, завдаючи ударів по німецьких військах, що наступали, вогнем корабельної артилерії.
Наприкінці травня 1940 року «Циклон» брав участь в операції з евакуації союзних військ з Дюнкерку. В передсвітанні години 31 травня 1940 року, коли французький есмінець виходив з Дувра, прямуючи до Дюнкерка, німецький швидкісний катер S24 влучив у нього торпедою. Внаслідок ураження на кораблі відірвало носову частину, двоє членів її екіпажу зникли безвісти та вважалися загиблими. Пошкодження сповільнили «Циклон» до максимальної швидкості 5 вузла. На прохання командира «Циклона» прибув польський есмінець «Блискави́ця», який допоміг повернутися французькому кораблю до Дувра.
Незабаром «Циклон» перевели до Шербура, а потім до Бреста, куди він прибув 3 червня 1940 року для ремонту. Але ремонт корабля не відбувся, тому 18 червня 1940 року його затопили під Брестом, щоб запобігти захопленню німецькими військами, що наступали. Німці планували врятувати корабель після капітуляції Франції як ZF4 у жовтні 1940 року, але в серпні 1941 року відмовилися від цього проєкту.